# Semibetatropis albicosta
Semibetatropis albicosta är en insektsart som först beskrevs av Van Duzee 1917.  Semibetatropis albicosta ingår i släktet Semibetatropis och familjen vedstritar. Inga underarter finns listade i Catalogue of Life.